# HD20135
GSC3315-1202 є подвійною зорею, що знаходиться  у сузір'ї Персей.
Дана подвійна система має видиму зоряну величину в смузі V приблизно 8,1.

## Подвійна зоря
Головна зоря цієї системи належить до хімічно пекулярних зір й має спектральний клас A1.
В той же час спектральний клас іншої компоненти залишається  ще не визначеним.

## Пекулярний хімічний вміст
Зоряна атмосфера GSC3315-1202 має підвищений вміст 
Eu
.

## Магнітне поле
Спектр даної зорі вказує на наявність магнітного поля у її зоряній атмосфері.
Напруженість повздовжної компоненти поля оціненої з аналізу
наявних ліній металів
становить  556,5± 428,7 Гаус.